# بیگانه‌ای از لس آنجلس
بیگانه‌ای از لس آنجلس (به انگلیسی: Alien from L.A.) یک فیلم سینمایی آمریکایی در ژانر علمی تخیلی محصول سال ۱۹۸۸ میلادی به کارگردانی آلبرت پایون و بازیگر اصلی فیلم کیتی ایرلند در نقش زن جوانی است که از تمدن زیرزمینی آتلانتیس بازدید می‌کند.

## بازیگران
- کیتی ایرلند در نقش واندا ساکنوسم
- ویلیام آر موزز در نقش گوس
- ریچارد هایینز در نقش آرنولد ساکنوسم
- دان مایکل پال در نقش رابی
- توم متیوس
- لیندا کریج در نقش روئیس فرکی
- کریستن تراکشس استیسی
- دیپ روی[۱]